# 思い出グラフィティ〜30年前のやまがた〜
「思い出グラフィティ〜30年前のやまがた〜」（おもいでグラフィティ さんじゅうねんまえのやまがた）は、山形放送テレビ (YBC) のニュース番組で放送されているコーナーである。

## 概要
放送日から30年前の山形県でどのような出来事があったのかを、YBCのライブラリーにある貴重な映像資料で振り返るコーナー。YBC開局から40年後の1993年4月にスタートした。
コーナータイトルは、後に「思い出グラフィティ -Yamagata Memories-」（おもいでグラフィティ ヤマガタメモリーズ）に変更された。

## 放送時間
- 月曜 - 金曜 18:15 - 18:57 （『YBC news every.』内、金曜のみ不定期放送）、土曜 11:31 - 11:40 （『YBCストレイトニュース』内、「週間思い出グラフィティ」と題して3本分を放送）

## 本コーナーが取り上げた年
1. 1993年放送分：1963年（昭和38年） - 放送開始。
2. 1994年放送分：1964年（昭和39年）
3. 1995年放送分：1965年（昭和40年）
4. 1996年放送分：1966年（昭和41年）
5. 1997年放送分：1967年（昭和42年）
6. 1998年放送分：1968年（昭和43年）
7. 1999年放送分：1969年（昭和44年）
8. 2000年放送分：1970年（昭和45年）
9. 2001年放送分：1971年（昭和46年）
10. 2002年放送分：1972年（昭和47年）
11. 2003年放送分：1973年（昭和48年）
12. 2004年放送分：1974年（昭和49年） - この年まで白黒フィルム撮影。
13. 2005年放送分：1975年（昭和50年） - この年からカラーフィルム撮影。
14. 2006年放送分：1976年（昭和51年）
15. 2007年放送分：1977年（昭和52年）
16. 2008年放送分：1978年（昭和53年）
17. 2009年放送分：1979年（昭和54年）
18. 2010年放送分：1980年（昭和55年）
19. 2011年放送分：1981年（昭和56年）
20. 2012年放送分：1982年（昭和57年）
21. 2013年放送分：1983年（昭和58年） - この年までに全フィルム撮影での放送がすべて終了。
22. 2014年放送分：1984年（昭和59年） - この年以降はカラーVTRの撮影で放送。
23. 2015年放送分：1985年（昭和60年）
24. 2016年放送分：1986年（昭和61年）
25. 2017年放送分：1987年（昭和62年）
26. 2018年放送分：1988年（昭和63年）
27. 2019年放送分：1989年（平成元年）
28. 2020年放送分：1990年（平成2年）
29. 2021年放送分：1991年（平成3年）
30. 2022年放送分：1992年（平成4年）